# Belenois hedyle
Belenois hedyle is een vlindersoort uit de familie van de Pieridae (witjes), onderfamilie Pierinae.
Belenois hedyle werd in 1777 beschreven door Cramer.